# Linia kolejowa nr 92
Linia kolejowa nr 92 Przemyśl Główny – Medyka – jednotorowa, zelektryfikowana, szerokotorowa linia kolejowa o długości 14,329 km.
Przed elektryfikacją na linii międzynarodowe pociągi pasażerskie z Ukrainy do Przemyśla obsługiwały SM48. W 1995 roku linię kolejową zelektryfikowano, co umożliwiło dojazd elektrowozów kolei ukraińskich z międzynarodowymi pociągami pasażerskimi do Przemyśla i rezygnacji z użycia SM48 do obsługi pociągów pasażerskich na tej linii.
| Tor 1         | Tor 1         | Tor 1               | Tor 1     | Tor 1            |
| odcinek linii | odcinek linii | pociągi pasażerskie | szynobusy | pociągi towarowe |
| km pocz.      | km końcowy    | pociągi pasażerskie | szynobusy | pociągi towarowe |
| ------------- | ------------- | ------------------- | --------- | ---------------- |
| -0,283        | 5,300         | 40                  | 40        | 40               |
| 5,300         | 12,870        | 60                  | 60        | 50               |
| 12,870        | 14,046        | 70                  | 70        | 50               |